# Justin Tillman
Justin Tillman (Detroit, 2 febbraio 1996) è un cestista statunitense.

## Biografia

### La carriera da collegiale
Nato a Detroit, ha frequentato la Pershing High School mettendosi subito in luce con ottime cifre che attirarono l'interesse di molte università. Scelse la Virginia Commonwealth University, nella prestigiosa Atlantic 10 Conference: nei quattro anni collegiali conquistò un titolo di Conference e disputa per due volte la finale. Nella stagione 2016-17, nell'anno da sophomore, scrisse 12,2 punti e 8,7 rimbalzi di media a partita, e nella stagione da senior, sebbene meno redditizia per i Rams, esplose, mettendo a referto 18,9 punti 9,8 rimbalzi a partita. Al termine della regular season venne inserito nel primo quintetto della Conference e nel miglior quintetto difensivo, guadagnandosi anche il posto nel miglior quintetto nel torneo finale All-Atlantic Ten. Partecipò al prestigioso Torneo PIT riservato ai migliori prospetti collegiali dove, in tre gare, mise a referto 18,3 punti e 13 rimbalzi di media.

### La carriera da professionista
Dichiarato eleggibile al Draft nel 2018, disputa la NBA Summer League di Las Vegas con i Miami Heat. La sua carriera da professionista parte dalla Corea del Sud dove firma il suo primo contratto con i Wonju DB Promy: qui gioca 11 partite nel campionato coreano, registrando 25,5 punti e 11,7 rimbalzi di media prima di fermarsi per un problema fisico. Termina l'esperienza asiatica e fa rientro negli USA dove disputa la NBA Development League con i Memphis Hustle, affiliata della franchigia NBA dei Memphis Grizzlies. Nell'estate del 2019 sbarca in Europa con l'ingaggio da parte dell'Hap. Gilboa G.E. nel campionato israeliano e si mette subito in mostra all'esordio con una partita da 26 punti, 11 rimbalzi e 13 su 17 dal campo nella vittoria su Hapoel Be'er Sheva. A fine stagione il conto segna 14 partite, superando per ben sette volte i 20 punti, con un season high di 34 punti (uniti a 11 rimbalzi) nella vittoria su Nes Ziona. Nell'esperienza israeliana è andato nove volte in doppia doppia con un record di 22 punti e ben 23 rimbalzi nella sfida contro il Maccabi Ashdod.
Il 24 giugno 2020 viene ufficializzato il suo acquisto da parte della Dinamo Sassari.

## Statistiche

### College
| Anno      | Squadra  | PG  | PT | MP   | TC%  | 3P%  | TL%  | RP  | AP  | PRP | SP  | PP   |
| --------- | -------- | --- | -- | ---- | ---- | ---- | ---- | --- | --- | --- | --- | ---- |
| 2014-2015 | VCU Rams | 35  | 1  | 12,3 | 53,8 | 0,0  | 48,4 | 2,5 | 0,1 | 0,3 | 1,0 | 3,6  |
| 2015-2016 | VCU Rams | 36  | 4  | 16,5 | 60,3 | 0,0  | 56,6 | 6,1 | 0,2 | 0,3 | 0,5 | 7,2  |
| 2016-2017 | VCU Rams | 33  | 23 | 25,5 | 59,2 | 0,0  | 61,5 | 8,7 | 0,4 | 0,3 | 0,5 | 12,2 |
| 2017-2018 | VCU Rams | 33  | 33 | 30,7 | 55,7 | 32,9 | 65,4 | 9,9 | 0,5 | 0,3 | 1,0 | 18,9 |
| Carriera  | Carriera | 137 | 61 | 21,0 | 57,3 | 31,8 | 61,0 | 6,7 | 0,3 | 0,3 | 0,7 | 10,3 |

### G League
| Anno      | Squadra        | PG | PT | MP   | TC%  | 3P%  | TL%  | RP   | AP  | PRP | SP  | PP   |
| --------- | -------------- | -- | -- | ---- | ---- | ---- | ---- | ---- | --- | --- | --- | ---- |
| 2018-2019 | Memphis Hustle | 8  | 2  | 18,1 | 46,9 | 30,8 | 54,5 | 5,3  | 0,9 | 0,4 | 0,3 | 8,8  |
| 2021-2022 | C.P. Skyhawks  | 42 | 37 | 30,9 | 59,3 | 35,7 | 73,7 | 10,2 | 1,0 | 0,5 | 0,8 | 20,0 |
| 2022-2023 | G. Rapids Gold | 5  | 2  | 21,9 | 53,2 | 0,0  | 80,0 | 5,6  | 0,8 | 0,4 | 1,0 | 15,6 |
| Carriera  | Carriera       | 55 | 41 | 28,2 | 57,7 | 31,0 | 72,4 | 9,1  | 0,9 | 0,5 | 0,8 | 18,0 |